# Waterfall (installation)
Pour les articles homonymes, voir Waterfall.
Waterfall est une installation  d’Olafur Eliasson faite d’une structure permettant de créer une cascade d’eau artificielle  gigantesque. Cette œuvre fait partie d’une exposition dans le château et le jardin de Versailles du 7 juin au 30 octobre 2016.

## Description
Waterfall est installée à l’extrémité est du grand canal, près du bassin d'Apollon. L’eau est projetée depuis une grue en acier inoxydable haute d'une quarantaine de mètres. La grue est de couleur jaune, la même couleur que celle des statues du bassin d'Apollon situé à proximité. Selon Olafur Eliasson, « la grue représente la construction de notre réalité, du monde dans lequel nous vivons. Elle renvoie au fait que le jardin n'est pas naturel, c'est le produit de la culture. Je pense qu'elle est parfaitement à sa place et qu'elle est belle. ». L'artiste a calculé la taille de la chute d'eau pour qu'elle cache le soleil le jour du solstice d'été.
Même si elle est exposée à l’extérieur, Waterfall n’est pas une œuvre de Land Art : il s’agit d’une chute d’eau artificielle, dans un cadre créé par l’Homme, les jardins de Versailles. Le dispositif n’utilise pas de matériaux naturels. L’œuvre est éphémère, c’est-à-dire qu’elle est démontée à la fin de l’exposition.

Waterfall est faite pour être vue de face, dans la perspective du grand canal. En effet, si le spectateur se place de côté, il voit l’installation qui permet d’acheminer l’eau en hauteur : l’œuvre perd alors son effet d’illusion. Elle est en mouvement et fait appel à différents sens du spectateur : la vue, mais aussi l’ouïe et le toucher lorsqu’il se rapproche de l’œuvre (il peut alors entendre le bruit de l’eau qui tombe et reçoit des gouttes d’eau, a une sensation de fraîcheur). En revanche, contrairement à d’autres œuvres de l’exposition, il n’y a pas d’interactions possibles avec l’œuvre, sauf que le spectateur doit attendre l’horaire pour pouvoir voir la cascade : de 11h à 12h30 et de 15h30 à 19h. Le spectateur peut élaborer différentes interprétations : peut-être Olafur Eliasson alerte-t-il sur le dérèglement climatique. Sensible aux problèmes environnementaux, sa cascade peut figurer une gigantesque inondation, des précipitations torrentielles déversées depuis le ciel. On peut aussi y voir une allusion au Déluge biblique. Olafur Eliasson a passé son enfance en Islande où il a été marqué par les chutes d’eau qui jalonnent le paysage. La taille gigantesque, l’adaptation au lieu, l’aspect théâtral de l’œuvre en font bien une installation, une œuvre d’art qui ne peut être vendue à un collectionneur.
Les dimensions de l'oeuvre en font alors la plus grande fontaine des jardins de Versailles. L'artiste ne souhaite pas donner ses dimensions exactes.  Ne nous cachons pas derrière les chiffres. Elle est juste de la hauteur parfaite, explique l'artiste.
Waterfall joue sur les contrastes entre l'horizontalité et le débit rapide de la cascade et la verticalité et l'immobilité du grand canal. Le contraste est grand entre le tumulte de l’eau qui tombe et la tranquillité de l’eau du grand canal. Alors que les fontaines de Versailles expulsent leur eau vers le ciel, Waterfall déverse son eau depuis le haut.
La cascade semble se confondre avec le ciel et disparaître dans l'eau, créant un lien entre ces deux espaces. Cette installation a été conçue pour être exactement dans l'axe du soleil couchant lors du solstice d'été. L'oeuvre présente aussi une dimension poétique, voire surréaliste : l'eau semble sortir des nuages, générateurs de pluie, et retombe dans le grand canal. La chute d'eau n'est pas continue et s'arrête quand le public est moins nombreux. Ces interruptions rappellent que les fontaines de Versailles ne fonctionnaient pas en continu et que les fontainiers les mettaient en route lorsque le roi passait à proximité, et les arrêtaient quand il était plus loin.
Olafur Eliasson n'a pas cherché à dissimuler la structure métallique de l’œuvre. Celle-ci est peinte en jaune est une référence directe au Roi-Soleil et la couleur préférée de l'artiste : il a créé la Little Sun, une lampe à LED solaire de haute qualité pour permette à tous d'accéder à la lumière.

## Art et pouvoir

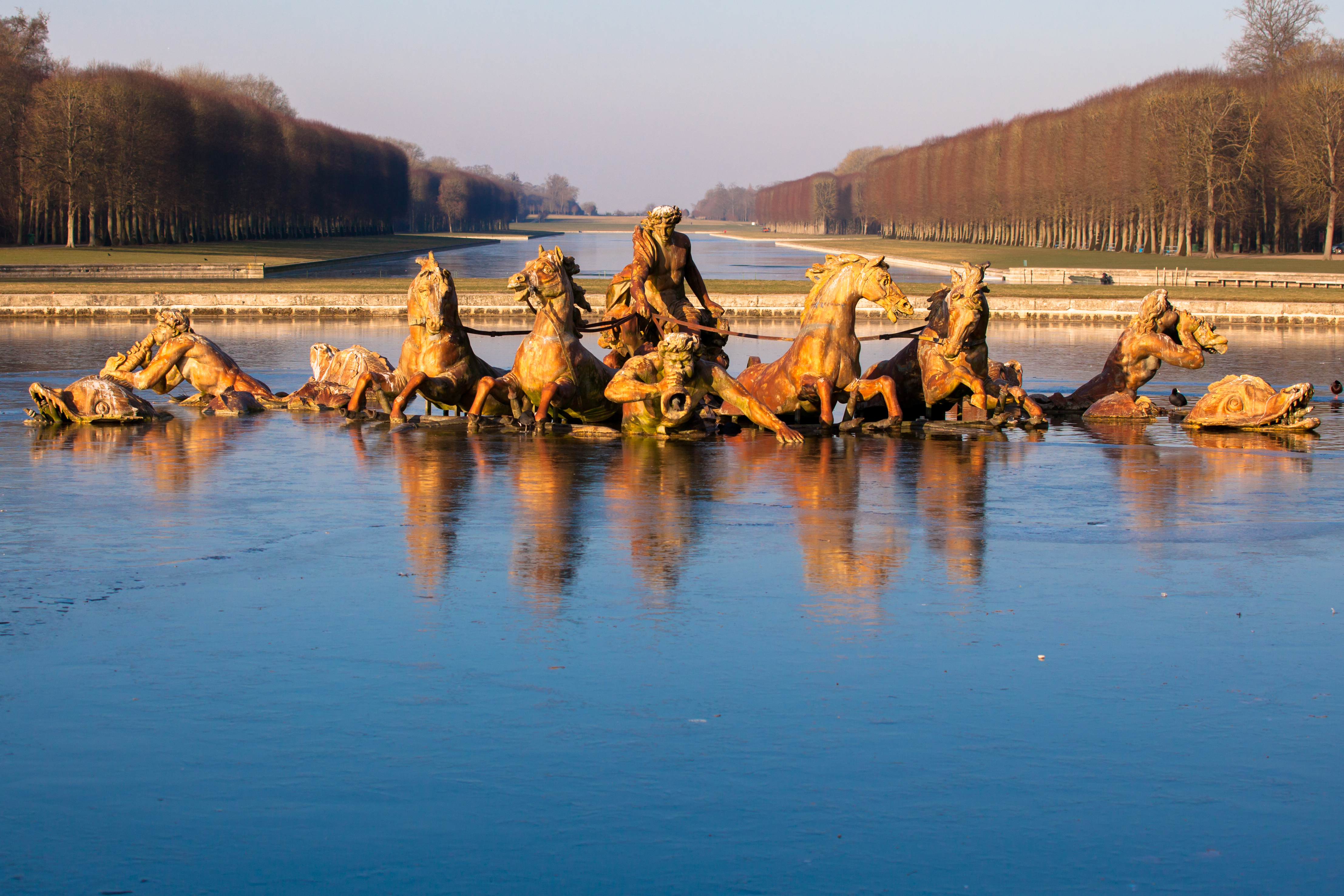
Bassin d'Apollon et grand canal (en arrière-plan)

Waterfall est un hommage au jardinier de Louis XIV à Le Nôtre : Olafur Eliasson met en place l'illusion d’optique, tout comme le grand canal est aussi conçu sur le même principe. Le Nôtre voulait aménager une fontaine monumentale dans l'axe du Grand Canal, mais ce projet ne vit jamais le jour. Les jardins à la française sont le manifeste d'une nature domestiquée par l'Homme. Par certains aspects, cette cascade renvoie aussi à l’ingénierie du passé, et notamment à la machine de Marly. Elle montre que l'Homme est capable de contrôler les éléments naturels.
Waterfall est également en continuité avec les oeuvres de l'exposition situées dans les jardins. A l’occasion de l’exposition de 2016 à Versailles, Olafur Eliasson crée plusieurs installations autour du thème de l’eau : ainsi la cascade dressée dans le Grand Canal est à mettre en relation avec le voile circulaire de fin brouillard ainsi qu’un tapis de résidus de glacier venus du Groenland visibles dans les jardins. Ces trois œuvres sont reliées entre elles par leur sujet commun et par une matière déclinée sous différents états : solide (glacier), liquide (cascade) et vaporeux (voile circulaire).
Olafur Eliasson avait réalisé un projet similaire en 2008 intitulé New York City Waterfalls, dans un environnement urbain.